# Mark Evanier
Mark Evanier, né le 2 mars 1952, est un scénariste de bande dessinée et de télévision américain qui a également écrit plusieurs livres sur les comics, dont plusieurs sur Jack Kirby. Il a reçu l'Inkpot Award en 1975 et trois Eisner Awards dans les années 1990 pour ses collaborations avec Sergio Aragonés.

## Récompenses et distinctions
- 1992 : Prix Eisner de la meilleure publication humoristique pour Groo the Wanderer (avec Sergio Aragonés)
- 1997 : Prix Eisner de la meilleure publication humoristique pour Sergio Aragonés Destroys DC et Sergio Aragonés Massacres Marvel (avec Sergio Aragonés)
- 1999 : Prix Eisner de la meilleure publication humoristique pour Sergio Aragonés' Groo (avec Sergio Aragonés)
- 2001 : Prix humanitaire Bob Clampett
- 2009 : Prix Eisner du meilleur livre consacré à la bande dessinée pour Kirby: King of Comics
- 2009 : Prix Harvey de la meilleure œuvre biographique pour Kirby: King of Comics

## Documentation
- (en) Kent Worcester, « Kirby: King of Comics », dans The Comics Journal no 295, Fantagraphics, janvier 2009, p. 110-112.